# Чупахівка
Чупа́хівка — селище в Україні, у Чупахівській селищній громаді Охтирського району Сумської області, на історичній Слобожанщині. Населення 2385 мешканців (2016). Цукровий завод та хлібокомбінат ліквідовані на початку XXI століття. У 2020 році відновлена робота хлібокомбінату.

## Назва
Чупахівка — в перекладі з тюркської «гниле болото».

## Географія
Селище міського типу Чупахівка розташоване на березі річки Ташань (бере початок біля села Маракучка), вище за течією примикає село Довжик, нижче за течією на відстані 1,5 км розташоване село Оленинське. На річці є велика загата. Біля села великі відстійники.
Через село проходить автошлях територіального значення Т 1906. Поруч із заводом проходила вузькоколійна залізнична гілка Охтирка — Чупахівка — Зіньків. Насипи і конструкції, розпочатого перед Першою світовою війною будівництва залізничної лінії Харків — Київ.

## Історія
Село засноване наприкінці 1630-х — початку 1640-х років XVII століття переселенцями з Правобережної України. З 1650-х років XVII століття, коли були сформовані козацькі слобідські полки, Чупахівка входила в Охтирський полк.
За даними на 1864 рік у власницькому селі Лебединського повіту Харківської губернії, мешкало 853 особи (407 чоловічої статі та 446 — жіночої), налічувалось 104 дворових господарства, існували православна церква, селітряний та цукробуряковий заводи, відбувалось 3 ярмарки на рік.
Станом на 1914 рік село було центром окремої, Чупахівської волості, кількість мешканців села зросла до 2739 осіб.
З 1923 по 1932 роки — адміністративний центр Чупахівського району.
Під час організованого радянською владою Голодомору 1932—1933 років померло щонайменше 45 жителів селища, більшість рятувалась завдяки цукрозаводу (обіди робітникам, буряки, цукор, жом, патока), ставкам.
З січня 1956 року присвоєно статус — селище міського типу.

### Залізниця
У 1898 році приймається рішення про будівництво залізниці Київ — Полтава. Розуміючи важливість залізничного сполучення для краю, Зіньківське повітове зібрання починає клопотати перед вищими інстанціями про будівництво залізниці Охтирка — Зіньків — Гадяч та Зіньків — Полтава.
Проте, рішення тривалий час не приймалося і лише у 1912 році розпочалося будівництво залізниці, яка мала з'єднати дві тупикові станції — Охтирку і Гадяч та провести гілку залізничної колії до Зінькова. Будівництво успішно велося до 1918 року, коли вже було проведено більше 70 % запланованих робіт та витрачено близько 10 млн царських рублів. Але через громадянську війну воно було призупинено. За час простою полотно майбутньої залізниці зазнало пошкоджень в межах 7 %. У 1929 році Рада праці та оборони СРСР ухвалила рішення продовжити будівництво залізниці Охтирка — Гадяч та затвердила виділення для цього 4,8 млн рублів. Очолив будівництов інженер Зубицький.
Довжина залізниці мала складати 82 км та мати станції в населених пунктах: Олешня, Чупахівка, Голубівка, Веприк. Рух по збудованій колії планувалося запустити до 1931 року. Але задуму так і не судилося здійснитися. До 1934 року було збудовано та запущено в дію лише вузькоколійну залізницю до Чупахівського цукрового заводу. Затримку з будівництвом можна пояснити необхідністю будівництва мостів через річки Ворскла, Ташань та Псел.
До 1940 року було прокладено залізничне полотно з Чупахівки до міста Зіньків через село Комиші. Довжина залізниці від Охтирки до Зінькова склала близько 40 км.
З Зінькова везли цукровий буряк, з Охтирки — кокс, вапно, вугілля, паливо та інші вантажі. У сезон перевозилося до 1000 тонн буряка в день. Крім того, здійснювалися місцеві перевезення (по заводу перевозили жом з цехів до пункту звалювання). Залізницею колись існував і пасажирський рух. Спочатку автобусного сполучення не було, і щоб потрапити до Охтирки, люди користувалися поїздами. У Чупахівці був облаштований залізничний вокзал. Регулярний пасажирський рух припинився до початку 1980-х років.
З 2001 року залізниця не працювала через незадовільний стан та зламані локомотиви. До червня 2003 року було розібране майже все залізничне полотно, крім дільниці Чупахівка — Комиші. Близько 20 км колій в околицях Зінькова розбирались у липні 2003 року.

## Чупахівська селищна ОТГ
15 серпня 2017 року утворена Чупахівська селищна об'єднана територіальна громада.

## Російсько-українська війна (2022)
28 лютого 2022 року 21-річний російський окупант Вадим Шишимарін вбив беззбройного мешканця смт Чупахівка. 62-річний чоловік просто вів узбіччям дороги велосипед. Його розстріляли як «свідка» втечі окупантів. Перед цим колону, в якій був сержант Шишимарін, розбили Збройні сили України. Втікаючи, він та ще чотири його співслужбовці обстріляли з автоматів приватний автомобіль та вкрали його. На машині загарбники заїхали в населений пункт. Там побачили чоловіка, який повертався додому і говорив по телефону. Один із військових наказав сержанту вбити цивільного, щоб той не повідомив про втікачів  українським захисникам. Шишимарін декілька разів вистрілив з автомата у голову чоловіку.
23 травня 2022 року, вперше з початку російського вторгнення в Україну, на засіданні Солом'янського районного суду міста Києва засуджений до довічного ув'язнення російський окупант Вадим Шишимарін, обвинувачений у вбивстві цивільного мешканця Сумщини. Суд визнав докази проти Шишимаріна і дійшов висновку, що вбивство було умисним. Суд відкинув доводи захисту, що окупант нібито виконав наказ, оскільки його віддав військовий, який не був командиром Шишимаріна, а сам наказ був злочинним. Каяття обвинуваченого суд не вважав щирим.

## Цікаві факти
В фондах Українського радіо є Пісня про Чупахівку — «Не буває мала батьківщина» (слова — Микола Рудаков, музика і виконання — Ігор Якубовський).
Перша друкована історична розвідка — книга Миколи Рудакова «Чупахівка чотирьохсотлітня» (2003).

## Населення

### Чисельність населення
| 1959 | 1979 | 1989 | 2001 | 2016 |
| ---- | ---- | ---- | ---- | ---- |
| 5578 | 3615 | 3215 | 2713 | 2385 |

### Розподіл населення за рідною мовою(2001)
| українська мова | російська |
| --------------- | --------- |
| 95,64 %         | 3,77 %    |

## Персоналії
- Бережний Юрій Олександрович (1984—2014) — сержант, командир відділення інженерно-саперного взводу. Загинув у боях під Іловайськом.
- Берест Олексій Прокопович — Герой України, прапороносець Перемоги. Нар. 9 березня 1921 р. Закінчив курси механізаторів при Чупахівській МТС (1937). Трагічно загинув у Ростові 3 листопада 1970 року, рятуючи дитину.
- Вербицький Олексій Миколайович — солдат Збройних сил України, учасник російсько-української війни.
- Бразоль-Леонтьєва (з роду Добросельських) Юлія Миколаївна — поміщиця, художниця світового рівня. (1856—1919). Разом з чоловіком Леотьєвим Ю. М. — начальником кінної дільниці Чупахівської волості — меценати, доброчинці. Сліди родини загубилися в 1919 році.
- Довгий Степан Іванович — Герой Радянського Союзу. Нар. 7 січня 1923 р. Закінчив 9 класів Чупахівської школи (1938). Загинув 19 вересня 1943 р. і похований в с. Дроздівка Куликівського району Чернігівської області.
- Дурач Теодор (9 лютого 1883, Чупахівка, Охтирський район, Сумська область — 12 травня 1943, Варшава, Польща) — правник, адвокат, член Української Центральної Ради, польський комуністичний діяч.
- Духов Микола Леонідович — Тричі Герой Соціалістичної Праці, Лауреат Ленінської та 5 Державних премій СРСР. Нар. 13 жовтня (с.с.) 1904 р. в с. Веприк. В 1925–26 роках працював на Чупахівському цукрозаводі, де отримав комсомольську путівку для навчання на робітфаку у Харкові, що було вирішальним в його долі. Жив в Москві і працював в оборонній промисловості, брав участь у розробці надсекретної зброї. Помер 1 травня 1964 року. Похований на Новодівочому кладовищі.
- Козирка Андрій Віталійович (1993—2022) — солдат Збройних Сил України, учасник російсько-української війни.
- Козирка Олександр Віталійович (1998—2022) — солдат Збройних Сил України, учасник російсько-української війни.
- Кузьменко Володимир Миколайович (1956—2018) — народний артист України (2006), соліст Національної опери України. Випускник школи 1973 року.
- Згурський Іван Кирилович (1896—1967) — вчений-селекціонер, лауреат Державної премії СРСР, заслужений зоотехнік УРСР
- Марченко Петро Григорович — державний діяч, безпідставно репресований. Нар. 29 червня 1907 р. Після закінчення Чупахівської школи навчався в Харкові. Був другим секретарем Київського міськкому партії. Заарештований 18 липня 1937 р. Помер 31 липня 1943 р. в таборі «Севвостоклага» НКВС СРСР. Могила відсутня. Сліди дружини і сина загубилися. Реабілітований посмертно 7 березня 1956 р.
- Пихтін Микола Миколайович (10 листопада 1940) — заслужений працівник культури УРСР (1985).
- Рудаков Микола Іванович — український журналіст та діяч культури, краєзнавець, член Національної спілки журналістів України, Почесний працівник туризму України.
- Самохіна Ганна Назарівна — Герой Соціалістичної Праці, ланкова радгоспу Чупахівського цукрокомбінату
- Шпак Марат Терентійович (13 квітня 1926 — 2 квітня 1993) — український фізик, член-кореспондент АН УРСР (з 1969), академік НАН України (1990), лауреат Державної премії України в галузі науки і техніки (1974). Працював директором Інституту фізики Академії Наук України. Похований на Байковому кладовищі Києва.